# Lamholma (vid Vikatmaa, Gustavs)
Lamholma är en ö i Finland. Den ligger i landskapet Egentliga Finland, i den sydvästra delen av landet, 200 km väster om huvudstaden Helsingfors.
Lamholma har vägförbindelse med Vikatmaa och Kivimaa i söder och Kaurissalo i norr.